# Funambol

Funambol est une entreprise américaine qui acquiert des revenus grâce à son modèle d'entreprise (business model) qui repose sur une licence double qui comprend une version commerciale du logiciel du même nom et une version Open-source du logiciel de synchronisation mobile basé sur le cœur du projet Funambol.